# Polling in Tirol
Polling in Tirol ist eine Gemeinde mit 1371 Einwohnern (Stand 1. Jänner 2024) im Bezirk Innsbruck-Land in Tirol (Österreich).  Die Gemeinde liegt im Gerichtsbezirk Telfs.
Heute ist Polling durch die Nähe zum Großraum Innsbruck eine Wohn- und Auspendlergemeinde.

## Geografie
Polling liegt im Oberinntal zwischen Zirl und Telfs, etwa 20 Kilometer westlich von Innsbruck. Das Gemeindegebiet erstreckt sich von der Talfläche südlich des Inn über den Pollingberg (860 Meter) bis zum Gebiet des Flaurlinger Joch auf 2211 Meter.

### Gemeindegliederung
Das Gemeindegebiet umfasst folgende zwei Ortschaften (in Klammern Einwohnerzahl Stand 1. Jänner 2024):
- Polling in Tirol (1164)
- Pollingberg (207)

Die Gemeinde besteht aus der Katastralgemeinde Polling.

### Nachbargemeinden
|           | Pettnau                                     |         |
| Flaurling | Kompassrose, die auf Nachbargemeinden zeigt |         |
|           |                                             | Hatting |

## Geschichte
Die Siedlung tritt urkundlich erstmals im Jahr 763 als „Pollinga“ – Teil der Gründungsausstattung der in Scharnitz vom Bistum Freising errichteten Klosterkirche St. Peter – in Erscheinung. Die Gründung der Siedlung auf mehreren Schuttkegeln von Bächen, die in das damals versumpfte Inntal münden, geht vermutlich auf vom Seefelder Sattel einwandernden Bajuwaren zurück. Es liegt der Personenname Pollo zugrunde.
Die Höfe des Pollingbergs gehen auf das Hochmittelalter zurück. Ab dieser Zeit führten auch die Salztransporte von Hall in Tirol Richtung Westen durch die Dörfer, die neben der Landwirtschaft Einnahmen durch den Transport erzielen konnten.

### Bevölkerungsentwicklung
EinwohnerJahr2004006008001000120014001860189019201950198020102040EinwohnerEinwohnerentwicklung von Polling in Tirol

## Kultur und Sehenswürdigkeiten

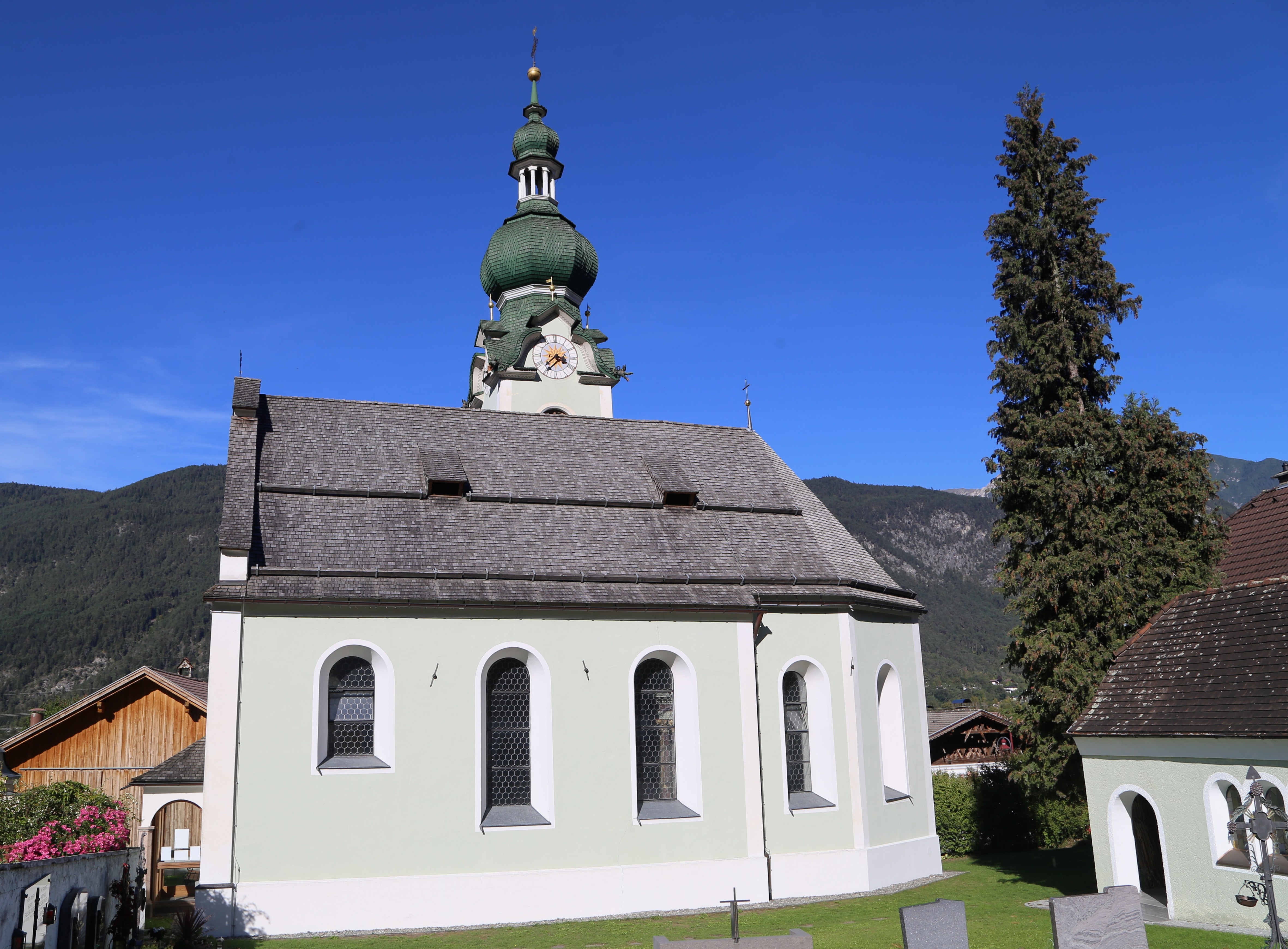
Kaplaneikirche Polling in Tirol

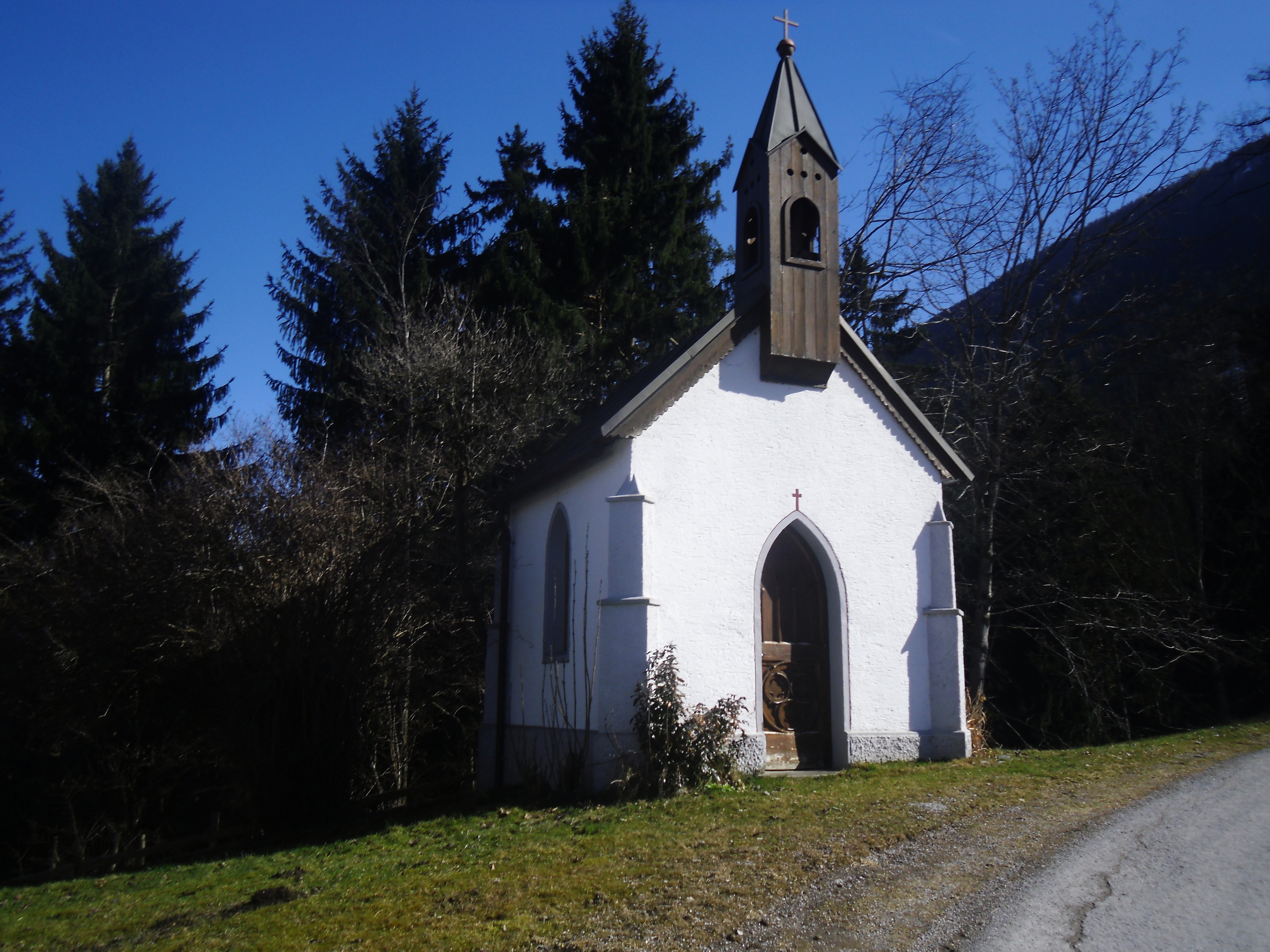
Lourdeskapelle

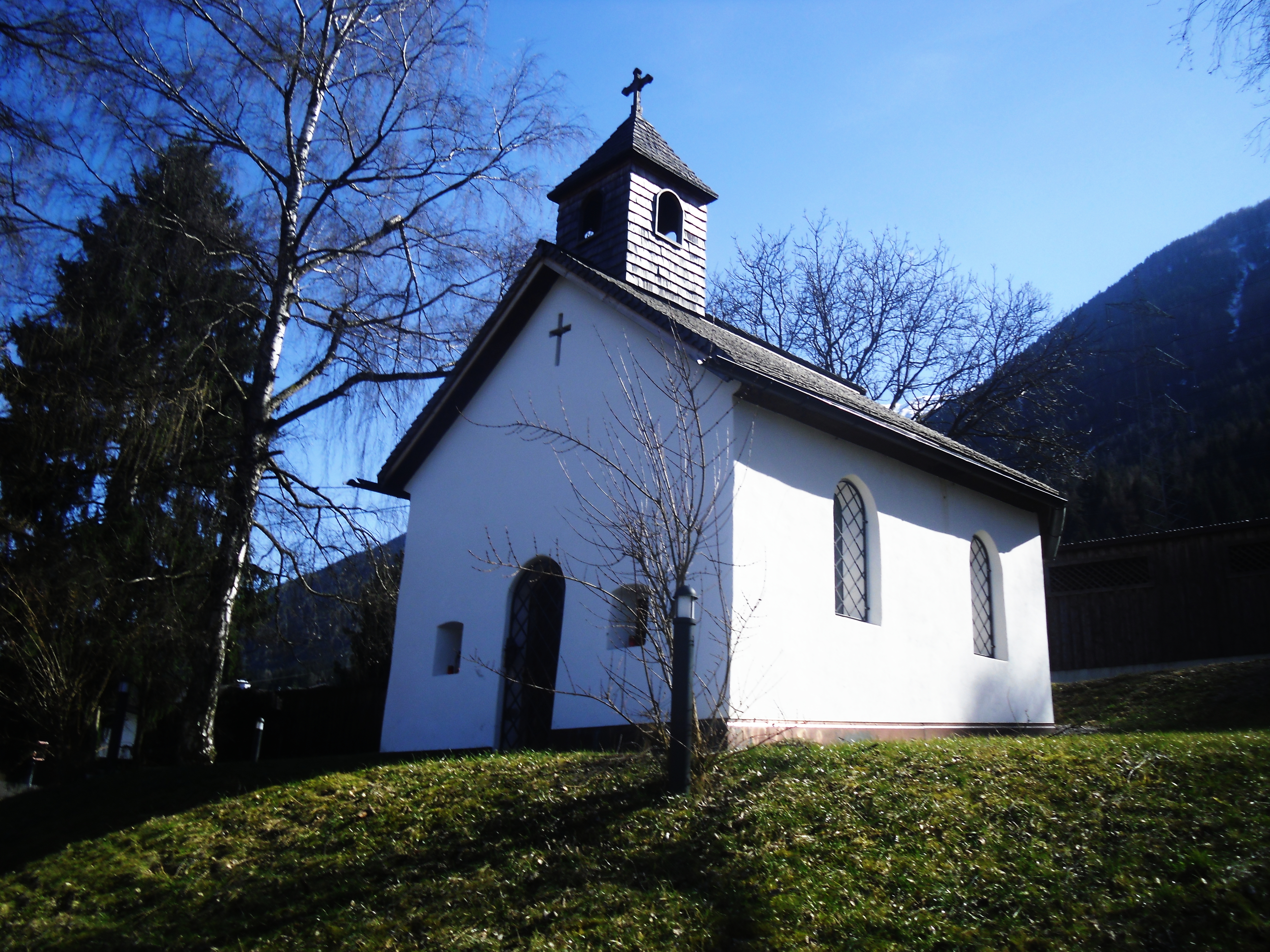
14-Nothelfer-Kapelle

- Katholische Kaplaneikirche Polling in Tirol hl. Rochus
- Lourdeskapelle
- 14-Nothelfer-Kapelle
- Kreuzkapelle

## Wirtschaft und Infrastruktur

### Wirtschaftssektoren
Von den 22 landwirtschaftlichen Betrieben des Jahres 2010 wurden sieben im Haupt-, dreizehn im Nebenerwerb, einer von einer Personengesellschaft und einer von einer juristischen Person geführt. Letzterer bewirtschaftete mehr als die Hälfte der Flächen. Im Produktionssektor hat die Bauwirtschaft von 2001 bis 2011 die Anzahl der Mitarbeiter nahezu vervierfacht. Die größten Arbeitgeber im Dienstleistungssektor waren die Bereiche soziale und öffentliche Dienste und der Handel.
| Wirtschaftssektor            | Anzahl Betriebe | Anzahl Betriebe | Erwerbstätige | Erwerbstätige |
| Wirtschaftssektor            | 2011            | 2001            | 2011          | 2001          |
| ---------------------------- | --------------- | --------------- | ------------- | ------------- |
| Land- und Forstwirtschaft 1) | 22              | 22              | 9             | 9             |
| Produktion                   | 16              | 10              | 96            | 41            |
| Dienstleistung               | 48              | 17              | 90            | 32            |

1) Betriebe mit Fläche in den Jahren 2010 und 1999

### Arbeitsmarkt, Pendeln
Im Jahr 2011 wohnten mehr als 500 Erwerbstätige in Polling. Rund siebzig arbeiteten in der Gemeinde, mehr als achtzig Prozent pendelten aus.

### Verkehr
Der Ort liegt an der Völser Straße (L 11) und ist über die Ausfahrten Telfs-Ost im Westen oder Zirl-West im Osten an die Inntalautobahn (A 12) angebunden.
Bahnanschluss besteht über die Arlbergbahn mit der Haltestelle Flaurling, die zwischen den Ortskernen von Polling und Flaurling liegt.

## Politik

### Gemeinderat
Bei der Gemeinderatswahl werden 11 Mandatare gewählt:
| Partei                         | 2022    | 2022    | 2022    | 2016    | 2016    | 2016    | 2010 | 2010 | 2010 |
| Partei                         | Prozent | Stimmen | Mandate | Prozent | Stimmen | Mandate | %    | St.  | M.   |
| ------------------------------ | ------- | ------- | ------- | ------- | ------- | ------- | ---- | ---- | ---- |
| Allgemeine Bürgerliste Polling | 57,50   | 418     | 6       | 55,95   | 395     | 7       | 63   | 383  |      |
| Bunt für Polling               | 42,50   | 309     | 5       | 20,40   | 144     | 2       |      |      |      |
| Dorfliste Polling              |         |         |         | 23,65   | 167     | 2       |      |      |      |
| Wir Pollinger                  |         |         |         |         |         |         | 18   | 108  |      |
| Zukunftsliste Polling          |         |         |         |         |         |         | 20   | 119  |      |

### Bürgermeisterin
Bürgermeisterin von Polling in Tirol ist Gabriele Rothbacher.

### Wappen
Das Gemeindewappen zeigt auf grünem Hintergrund einen silbernen schräglinken Wechselzinnenbalken.
Das Band symbolisiert den Inn, dem mit Archen Ackerland abgerungen wurde.